# Vitathatatlan 2.
A Vitathatatlan 2. (Undisputed II: Last Man Standing) 2006-ban bemutatott harcművészeti film, melyet közvetlenül DVD-n jelentettek meg. A film a 2002-es Vitathatatlan folytatása, ám teljesen új szereplőgárdával. A filmet Isaac Florentine rendezte, a főbb szerepekben Michael Jai White, Scott Adkins és Eli Danker látható.

## Rövid történet
Egy volt amerikai nehézsúlyú bokszoló világbajnokot koholt vádakkal egy orosz börtönbe zárnak. A maffia arra kényszeríti, hogy szabadsága érdekében egy illegális mérkőzésen legyőzze a börtön veretlen bajnokát.

## Cselekmény
Évekkel az előző film történései után a korábbi bokszbajnok, George „Iceman” Chambers ellátogat Oroszországba, hogy mérkőzéseken vegyen részt. Szállodájába visszaérve azonban ismeretlenek megtámadják és a helyszínelő rendőrök drogot találnak a csomagjai között – melyet nyilvánvalóan támadói helyeztek el ott korábban. A hamisan megvádolt Chamberst egy orosz börtönbe küldik, ahol illegális pénzfogadásos MMA mérkőzések folynak, a börtön jelenlegi bajnoka a veretlen Yuri Boyka. Chambers a drogfüggő Steven Parkerrel kerül egy cellába.
A maffiafőnök Gaga, Boyka menedzsere, valamint Markov börtönigazgató felvilágosítja Chamberst, hogy szabadulásáért cserébe érdemes lenne megküzdenie Boykával. Chambers ezt eleinte visszautasítja, de az őrök kegyetlenkedései és a börtön csatornarendszerében végzett megterhelő fizikai munka után vonakodva beleegyezik. Időközben összebarátkozik a „Crot”, azaz a Vakond becenévre hallgató kerekesszékes Nikolajjal, aki hosszú évek óta a börtön foglya. Mindkét harcos felkészül a mérkőzésre: Boyka csatlósai azonban, főnökük háta mögött, arra kényszerítik Stevent, Chambers ringsegédjét, hogy csempésszen kábító hatású szert Chambers vizébe. A küzdelem során eleinte a bokszoló uralja a ringet, ám a kicserélt víz hatni kezd és Boyka eszméletlenre veri őt. Steven a meccs után bűntudatában felakasztja magát, Chambers pedig konfrontálódik Boykával, aki nem tudott emberei ténykedéséről. Chambers visszavágót követel, melyben az egykori katona, Crot is segítségére van, új fogásokat tanítva a bokszolónak Boyka ellen.
A visszavágón a két küzdő fél nagyjából azonos erőszintet képvisel és bár Chambers magabiztosan alkalmazza az újonnan tanult fogásokat, a harc hosszasan elhúzódik. Chambers felismeri, hogy szabadulása érdekében harcképtelenné kell tennie a legyőzhetetlennek tűnő bajnokot, mielőtt ő ütné ki őt, ezért egy Crottól eltanult fogással eltöri Boyka térdét. Győzelme után Chambers visszanyeri szabadságát is, a meccsért kapott pénzt arra fordítja, hogy megváltsa Crot szabadságát és segítsen neki helyrehoznia kapcsolatát rég nem látott unokahúgával.

## Szereplők
| Szerep                   | Színész           | Magyar hang         |
| ------------------------ | ----------------- | ------------------- |
| George „Iceman” Chambers | Michael Jai White | Betz István         |
| Yuri Boyka               | Scott Adkins      | Barabás Kiss Zoltán |
| Nikolaj / Crot (Vakond)  | Eli Danker        | Barbinek Péter      |
| Gaga                     | Mark Ivanir       | Salinger Gábor      |
| Steven Parker            | Ben Cross         | Katona Zoltán       |
| Markov börtönigazgató    | Valentin Ganev    | Beratin Gábor       |